# Ixtacuixtla de Mariano Matamoros
Ixtacuixtla de Mariano Matamoros là một đô thị thuộc bang Tlaxcala, México. Năm 2005, dân số của đô thị này là 32574 người.